# Chiusi
Chiusi és una ciutat de Toscana a Itàlia, a la província de Siena, amb uns 15.000 habitants.

## Els orígens de la ciutat
Es diu que el seu nom primitiu era Camars i va ser una ciutat úmbrica, que va caure en mans dels etruscs, que la van anomenar Clúsium. Va ser una de les ciutats etrusques més importants i una de les dotze de la Lliga Etrusca. Era a uns 35 km al sud de Cortona d'Etrúria, prop d'un llac anomenat avui Lago di Chiusi. Estrabó diu que es trobava a 800 estadis (100 milles romanes) de Roma, cosa que confirma l'Itinerari d'Antoní, que dona aquesta distància a través de la Via Càssia. Tots els historiadors coincideixen que era una ciutat molt antiga, i Virgili la situa entre les ciutats etrusques que van ajudar Eneas contra Turnus.
El seu període de màxima potència conegut, sota l'hegemonia etrusca, va ser en temps del rei Porsenna. Dionís d'Halicarnàs diu que Clúsium es va aliar amb altres ciutats etrusques (Arretium, Volaterrae, Rusel·les i Vetulònia) contra Tarquini Prisc el Vell. El llegendari cap Lars Porsenna va arribar a assetjar Roma segon les narracions i fins i tot va poder-la ocupar; després va enviar el seu fill Arrunt a atacar Arícia, però el príncep va ser derrotat i mort, segons diu Titus Livi.
Després no torna a ser esmentada fins al temps de la invasió dels gals sènonsl'any 391 aC, i la llegenda diu que un ciutadà de Clúsium els va cridar per venjar el seu honor en un assumpte privat. Els gals van atacar en primer lloc Clúsium però aviat van decidir marxar contra Roma i així Clúsium va escapar de la destrucció.

## La ciutat romana
Quasi cent anys després, el 295 aC els mateixos sènons van tornar a envair Etrúria i van assetjar Clusium. Una legió romana establerta a la regió va ser completament aniquilada. No se sap quan va passar a domini romà. L'any 225 aC, durant la gran guerra dels gals, que va culminar amb la decisiva batalla de Telamó no es menciona la ciutat. En la Segona Guerra Púnica, van proveir de gra i altres subministraments als romans, i sembla que en van mantenir la fidelitat
A la Primera Guerra Civil Romana entre Mari i Sul·la, la ciutat, com quasi tota l'Etrúria, va ser partidària de Gai Mari, i a la seva rodalia es van lliurar dues successives batalles, que Sul·la va guanyar. Se sap molt poc de Clusium durant l'Imperi. Va ser municipi romà, i Plini el Vell parla dels Clusini novi i els Clusini veteres, perquè segurament devia rebre una nova colònia de ciutadans que tenien drets diferents. Es desconeix en quin període i en quines circumstàncies va passar aquest fet. Clusium consta als Itineraris, i en parla Claudi Ptolemeu. Al segle v, era la seu d'un bisbe. La ciutat va continuar sent habitada i va arribar fins a l'època actual.

## Vestigis en la ciutat actual
Les ruïnes que es conserven no són nombroses; es tracta sobretot de les muralles i algunes restes d'edificis; els nombrosos sepulcres excavats a la rodalia han aportat molt de material etrusc. Les tombes més conegudes són les de Scimnia, Granduca i del Colle, datades del segle vi aC al segle iv aC, amb nombroses estàtues funeràries que són ara al museu local i al de Florència. A més de les escultures, s'han trobat pots de tota mena, bronzes i altres objectes, com ara joies, decoracions, eines i similars. A uns 5 km, hi ha Poggio Gajella, un turó cònic que va ser usat com a lloc d'enterrament i que té nombrosos passatges laberíntics.
El territori de la ciutat va incloure diverses ciutats menors i s'han trobat restes etrusques a les viles actuals de Cetona, Sarteano, Chiancian i Montepulciano (no es coneixen els seus noms antics).